# Péterfy László (református lelkész)
Péterfy László (Nyárádselye, 1910. február 2. – Kiskend, 2005. október 26.) református lelkész, helytörténész.

## Élete
Apja Péterfy Károly lelkész, anyja Luczay Gizella volt. A középiskolát Nagyenyeden és a marosvásárhelyi Református Kollégiumban végezte, majd Kolozsváron teológiai tanulmányokat és ezzel párhuzamosan történelem–földrajz szakot végzett. 1934-től református lelkész Nyárádselyén, majd 1942 és 1974 között Nagykenden. Az 1940-es években tanárként is dolgozott Makfalván és Bonyhán.
Felesége Dabóczy Irén (1914–2009), fia Péterfy László szobrász (1936).

## Munkássága
Már az 1930-as években egyház- és helytörténeti kutatásokat végzett, tudományos munkáit különböző folyóiratok közölték. 1935-ben jelent meg az Ifjú Erdélyben Szent Lőrinc tragédiája, a Kiáltó Szóban pedig Erdélyi parókiák a reformációban tanulmánya; 1938-ban A nyárádmenti székelyek tragédiája (Parochia), 1939-ben pedig Hat lelkipásztor életrajza (Református Szemle).
Több évtizedes gyűjtő- és rendszerező munkával elkészítette a Kis-Küküllő völgye falvainak monográfiáit. Főleg azoknak a településeknek és egyházaiknak történetén dolgozott, amelyekkel élete folyamán kapcsolatba került: Nagy- és Kiskend, Bonyha, Nyárádselye, Makfalva, Siklód, Gyulakuta, Héderfája, Kibéd, Balavásár.

## Művei
- Kibéd és egyháza; Infopress, Székelyudvarhely, 1999
- Nyárádselye és egyházai; Péterfy László, Chendu Mic, 2000 (Kis-Küküllő völgye)
- Kend és egyháza; Péterfy László, Chendu Mic, 2000
- Bonyha és egyháza; szerzői, Chendu Mic, 2000
- Siklód és egyháza; Péterfy László, Chendu Mic, 2001 (Kis-Küküllő völgye)
- Gyulakuta és egyháza; Péterfy László, Chendu Mic, 2001 (Kis-Küküllő völgye)
- Héderfája és egyháza; Péterfy László, Chendu Mic, 2001
- Balavásár és egyháza; Péterfy László, Chendu Mic, 2001 (Kis-Küküllő völgye)